# Играта (рапър)
Ивайло Иванов Иванов, по-известен с псевдонима си Играта, е популярен български изпълнител и телевизионен и радио водещ.

## Биография
Роден е в София на 25 април 1985 г.
През 2022 г. участва в онлайн формата „Къщата на инфлуенсърите“.

## Дублаж
През 2023 г. се занимава активно с нахсинхронен дублаж на анимационни филми за Floria Films, разпространени от „Александра Филмс“.
1. „Заешко училище: Пазителите на златното яйце“ – Макс, 2023[4]
2. „Алберт“ – Алберт, 2023[5][6]
3. „Двама приятели и язовец“ – Тутсън и Лудиуд, 2023[7][8]
4. „Забравената Коледа“ – Бащата на Елиз, 2023[9]
5. „Снежни топки“ – Джак, 2024[10]
6. „Заешка академия: Мисията яйцевъзможна“ – Макс, 2024[11]